# Conejo de Douady

Conejo de Douady, representado con colores que indican el número de iteraciones

Se denomina conejo de Douady a un tipo particular de fractales que son conjuntos de Julia llenos, asociados con un parámetro cercano a los valores del periodo central 3 de brotes de un conjunto de Mandelbrot generado por una función cuadrática compleja.

## Nombre
El conejo de Douady recibe su nombre del matemático francés Adrien Douady.
El conejo gordo o conejo regordete tiene c en la raíz del 1/3-limbo del conjunto de Mandelbrot. Posee un punto fijo parabólico con 3 pétalos.

## Formas del mapa cuadrático complejo
Hay dos formas comunes de la función cuadrática compleja {\displaystyle {\mathcal {M}}}. La primera, también llamada complejo logístico, se escribe como
{\displaystyle z_{n+1}={\mathcal {M}}z_{n}=\gamma z_{n}\left(1-z_{n}\right),}
donde {\displaystyle z} es una variable compleja y {\displaystyle \gamma } es un parámetro complejo. La segunda forma común es
{\displaystyle w_{n+1}={\mathcal {M}}w_{n}=w_{n}^{2}-\mu .}
Aquí {\displaystyle w} es una variable compleja y {\displaystyle \mu } es un parámetro complejo. Las variables {\displaystyle z} y {\displaystyle w} están relacionadas por la ecuación
{\displaystyle z=-{\frac {w}{\gamma }}+{\frac {1}{2}},}
y los parámetros {\displaystyle \gamma } y {\displaystyle \mu } están relacionados por las ecuaciones
{\displaystyle \mu =\left({\frac {\gamma -1}{2}}\right)^{2}-{\frac {1}{4}}\quad ,\quad \gamma =1\pm {\sqrt {1+4\mu }}.}
Debe tenerse en cuenta que {\displaystyle \mu } es invariante bajo la sustitución {\displaystyle \gamma \to 2-\gamma }.

## Imágenes

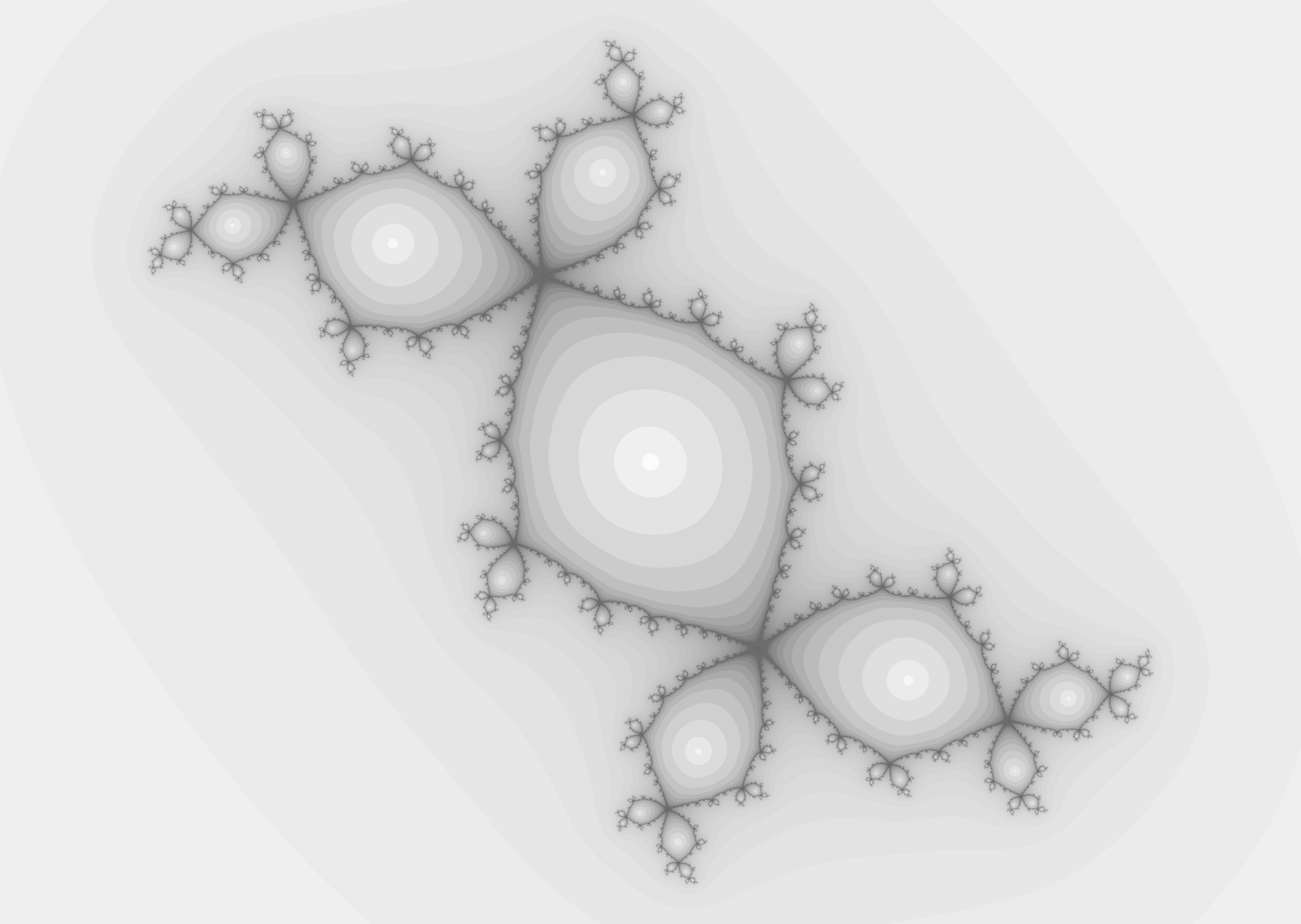
Grado de convergencia en niveles de gris
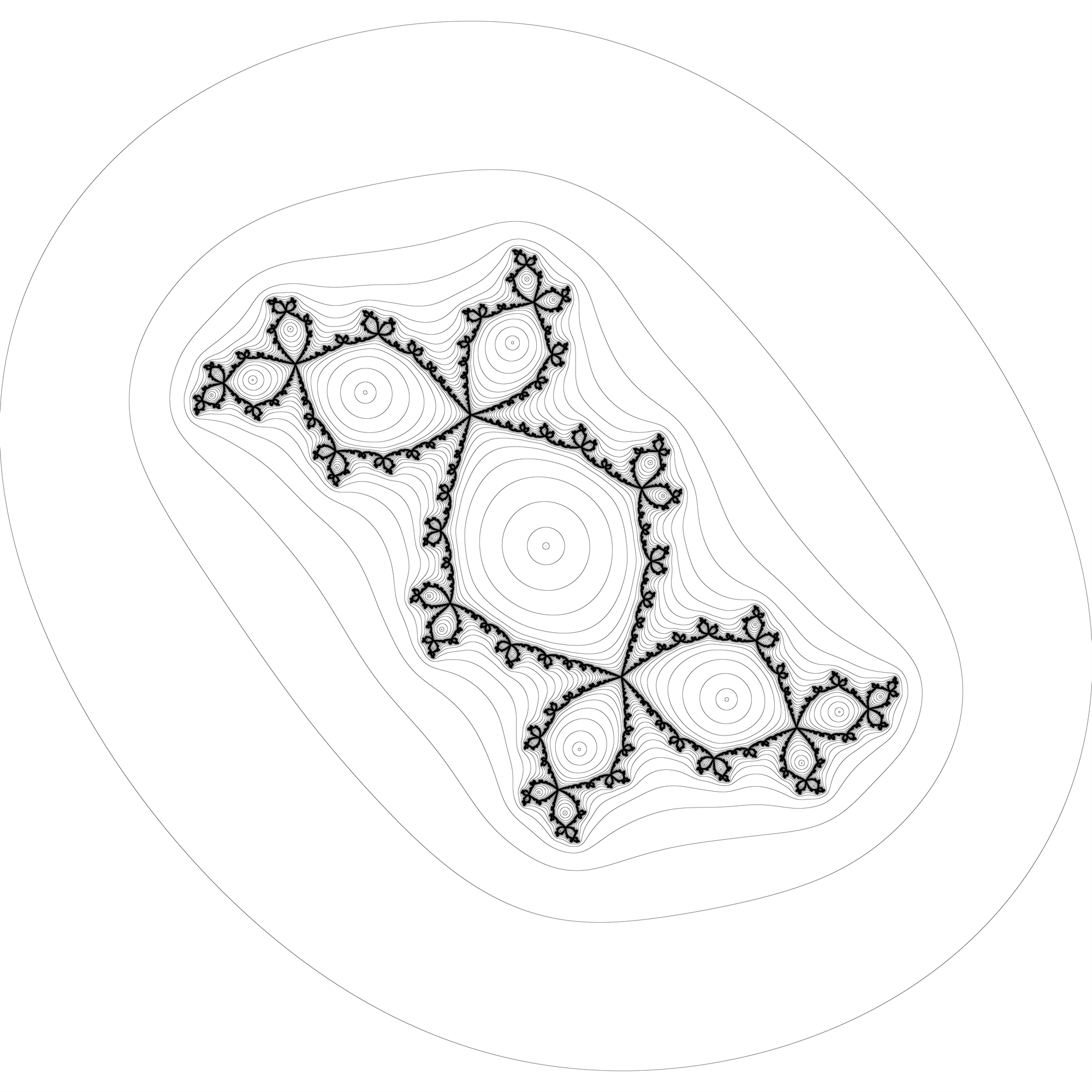
Límites de los conjuntos de niveles
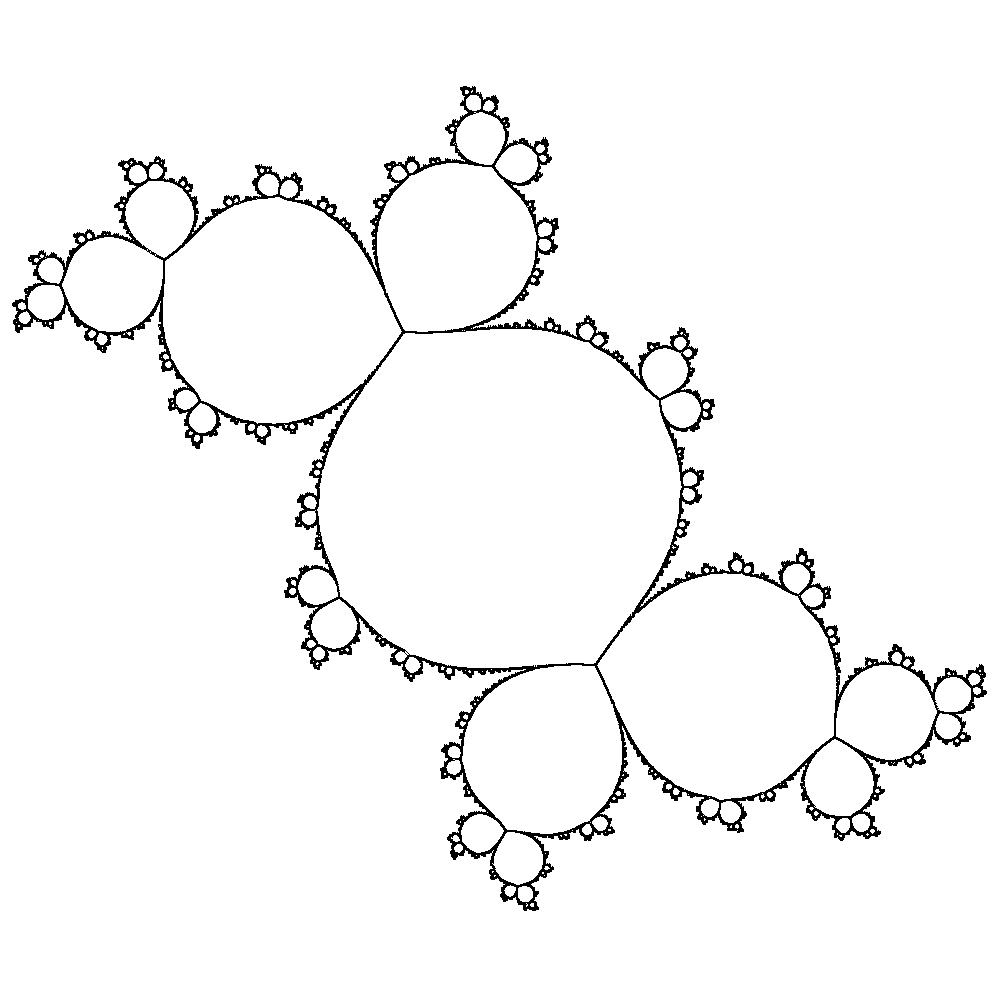
Conejo gordo
Con la espina central
Rayos externos convergentes en {\displaystyle \alpha _{c}\,}
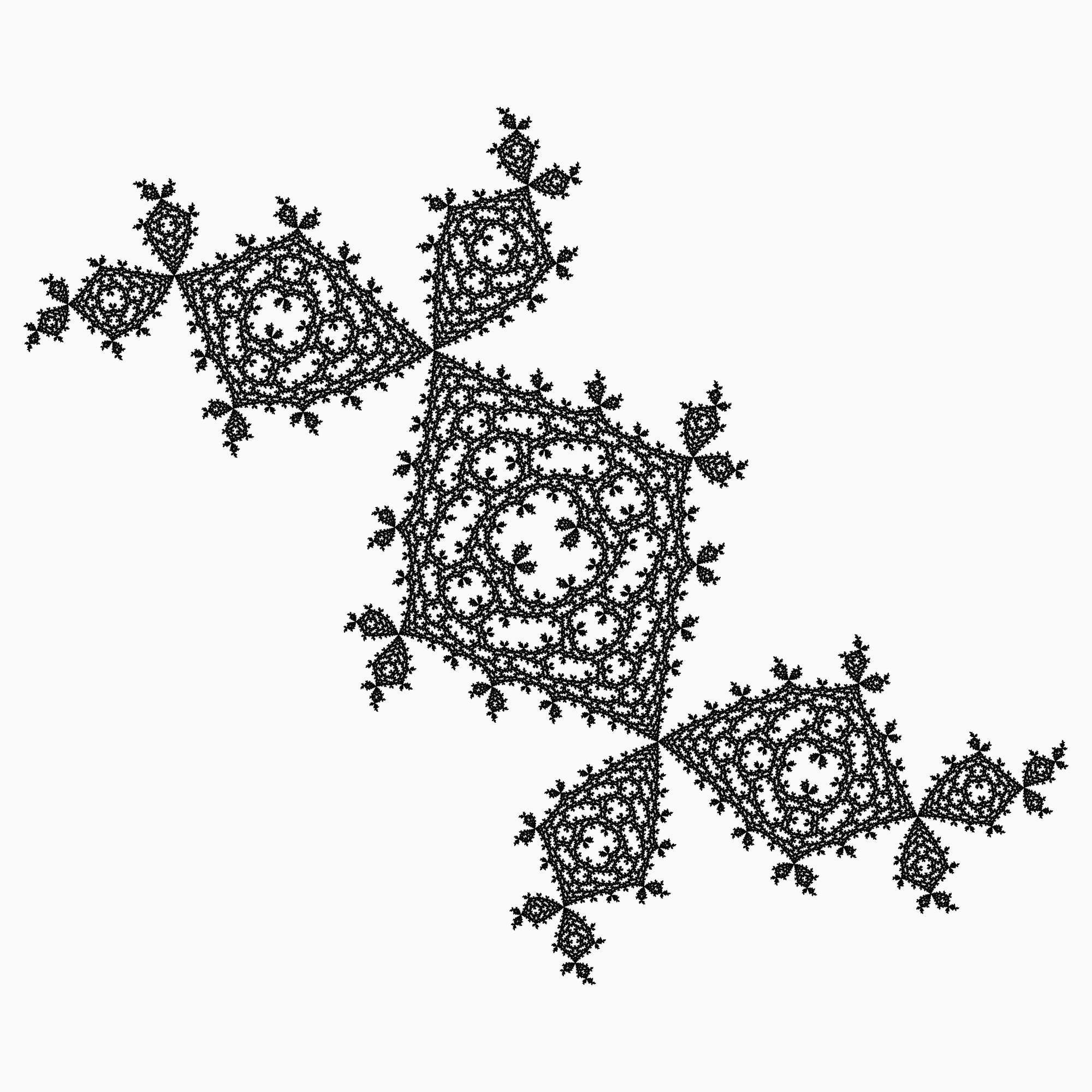
Conejo perturbado
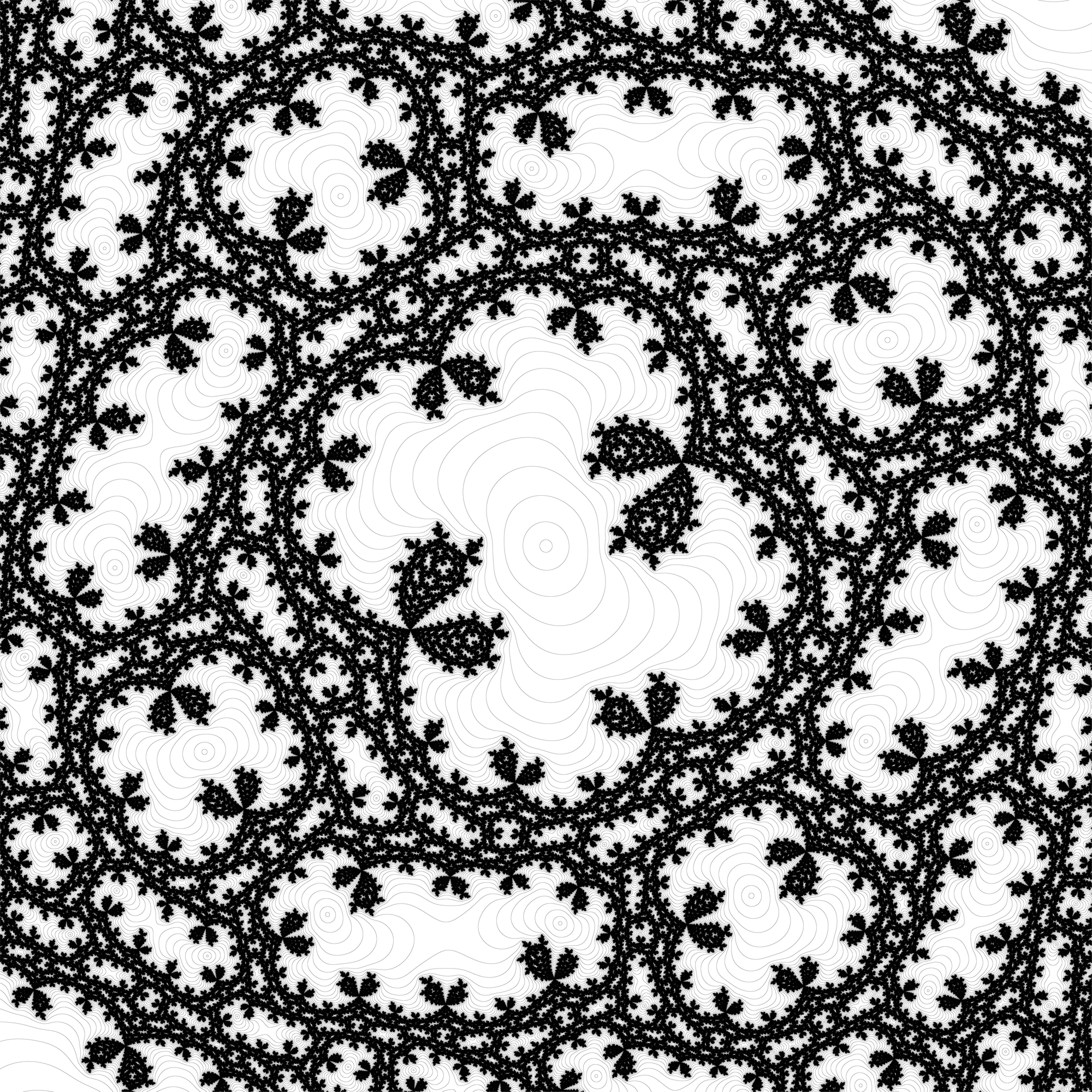
Zoom del conejo perturbado
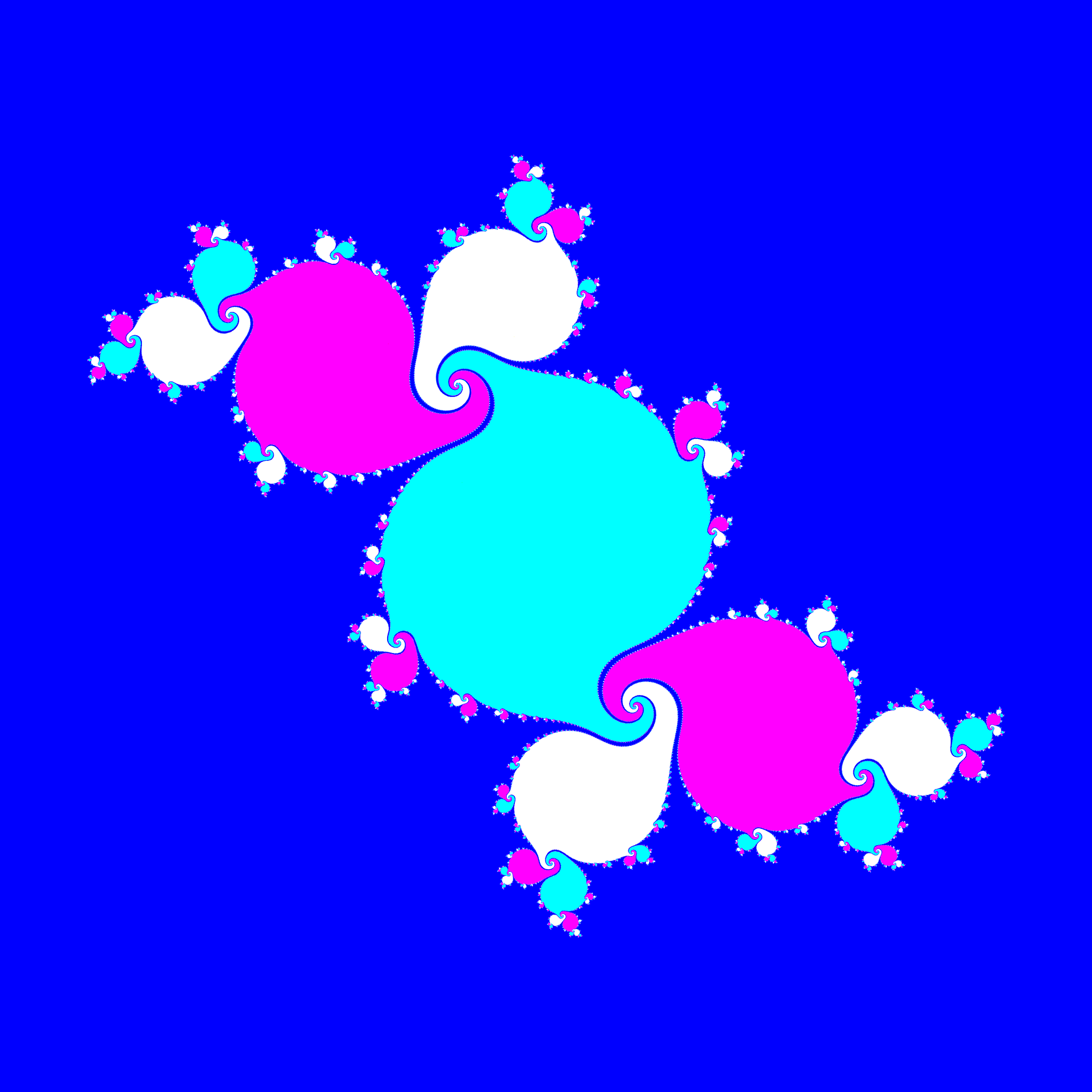
Conjunto de Julia para fc(z) = z^2 - 0.110 + 0.6557i.

## Conjuntos de Mandelbrot y de Julia llenos
Hay dos planos asociados con {\displaystyle {\mathcal {M}}}. Uno de estos, el plano {\displaystyle z} (o {\displaystyle w}), se denomina "plano resultante", ya que {\displaystyle {\mathcal {M}}} envía este plano sobre sí mismo. El otro, el plano {\displaystyle \gamma } (o {\displaystyle \mu }), se denominará "plano de control".
La naturaleza de lo que sucede en el plano resultante bajo la aplicación repetida de {\displaystyle {\mathcal {M}}} depende de dónde esté {\displaystyle \gamma } (o {\displaystyle \mu }) en el plano de control. El conjunto de Julia lleno consta de todos los puntos en el plano resultante cuyas imágenes permanecen delimitadas bajo aplicaciones de {\displaystyle {\mathcal {M}}} repetidas indefinidamente. El conjunto de Mandelbrot consiste en aquellos puntos en el plano de control de manera que el conjunto de Julia relleno asociado en el plano resultante sea conexo.
La Figura 1 muestra el conjunto de Mandelbrot cuando {\displaystyle \gamma } es el parámetro de control, y la Figura 2 muestra el conjunto de Mandelbrot cuando {\displaystyle \mu } es el parámetro de control. Dado que {\displaystyle z} y {\displaystyle w} son afines entre sí (una transformación lineal más una traslación), los conjuntos de Julia llenos presentan formas muy parecidas en los planos {\displaystyle z} o {\displaystyle w}.

## Generación

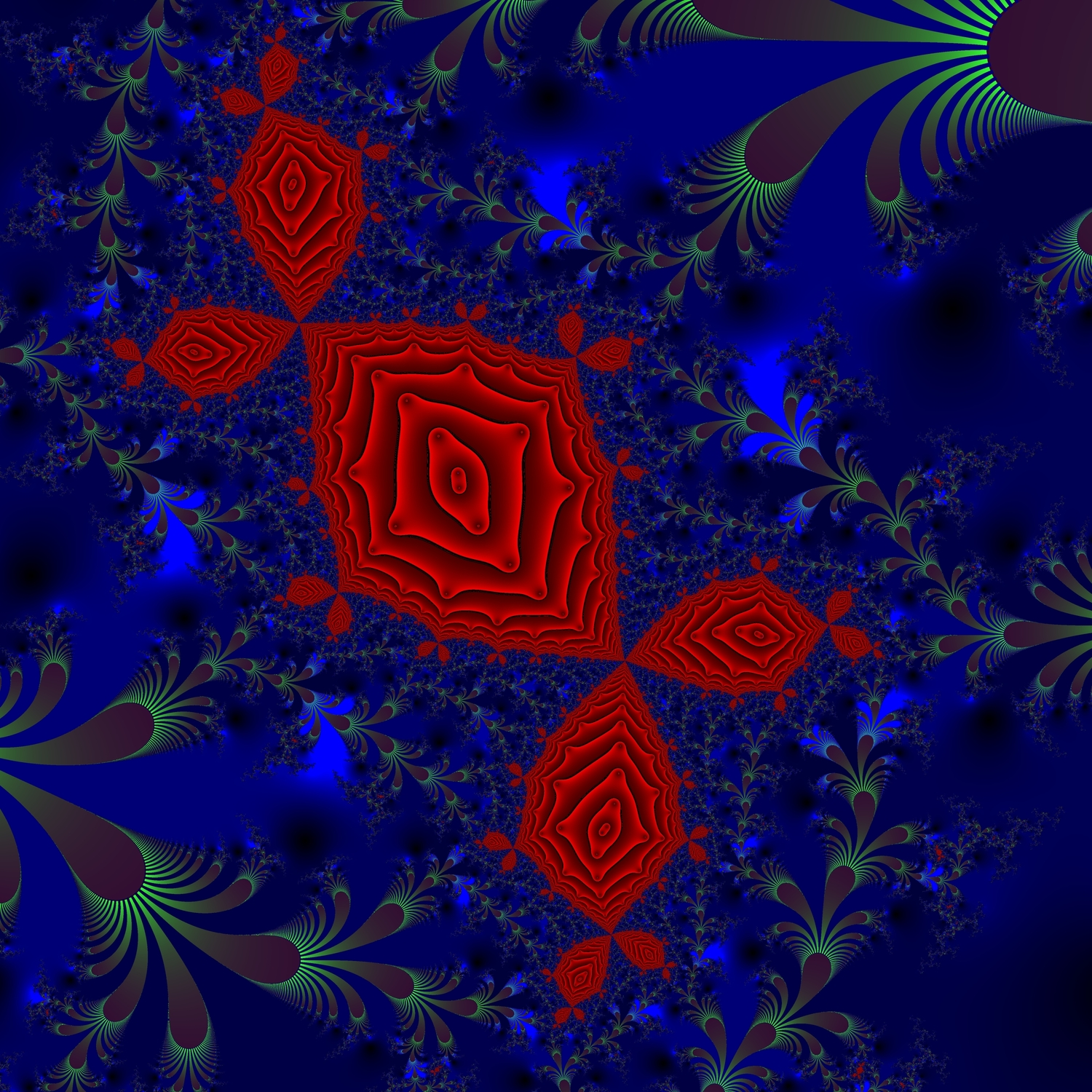
Conejo de Douady en una familia exponencial

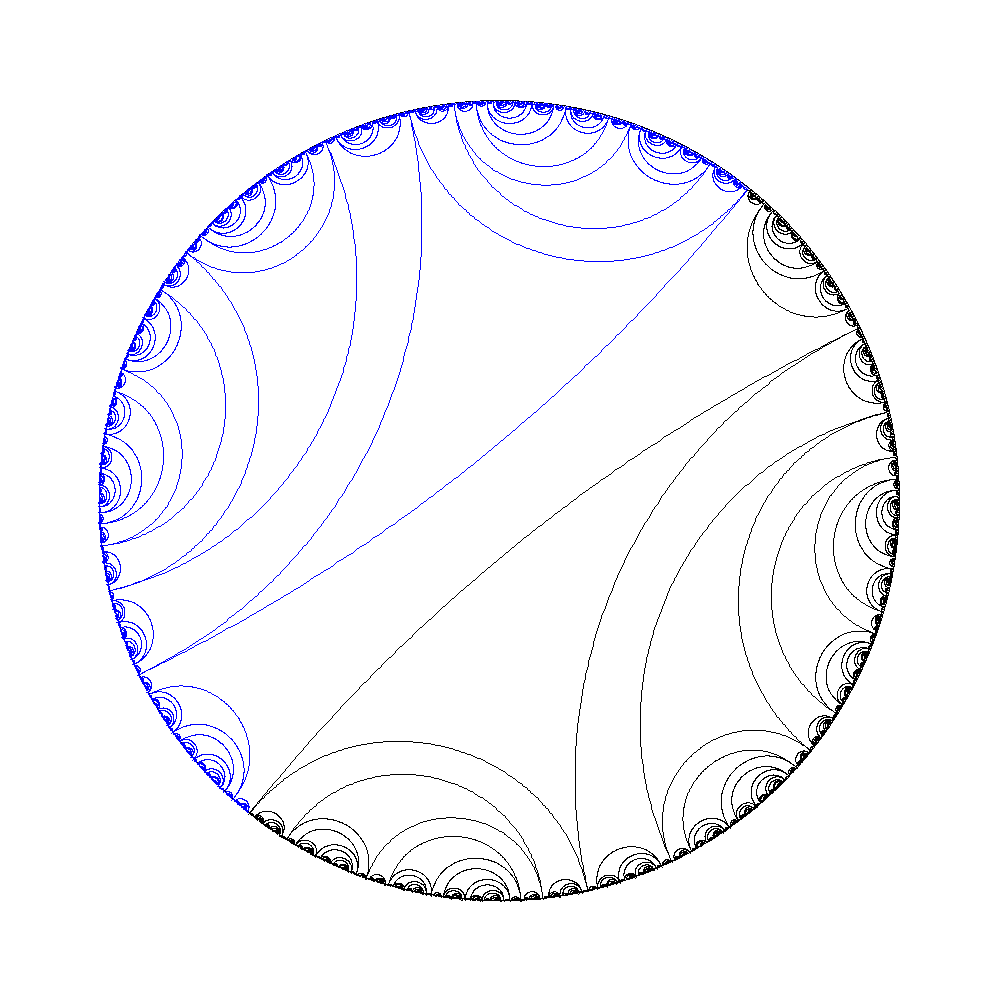
Laminación del conejo de Julia

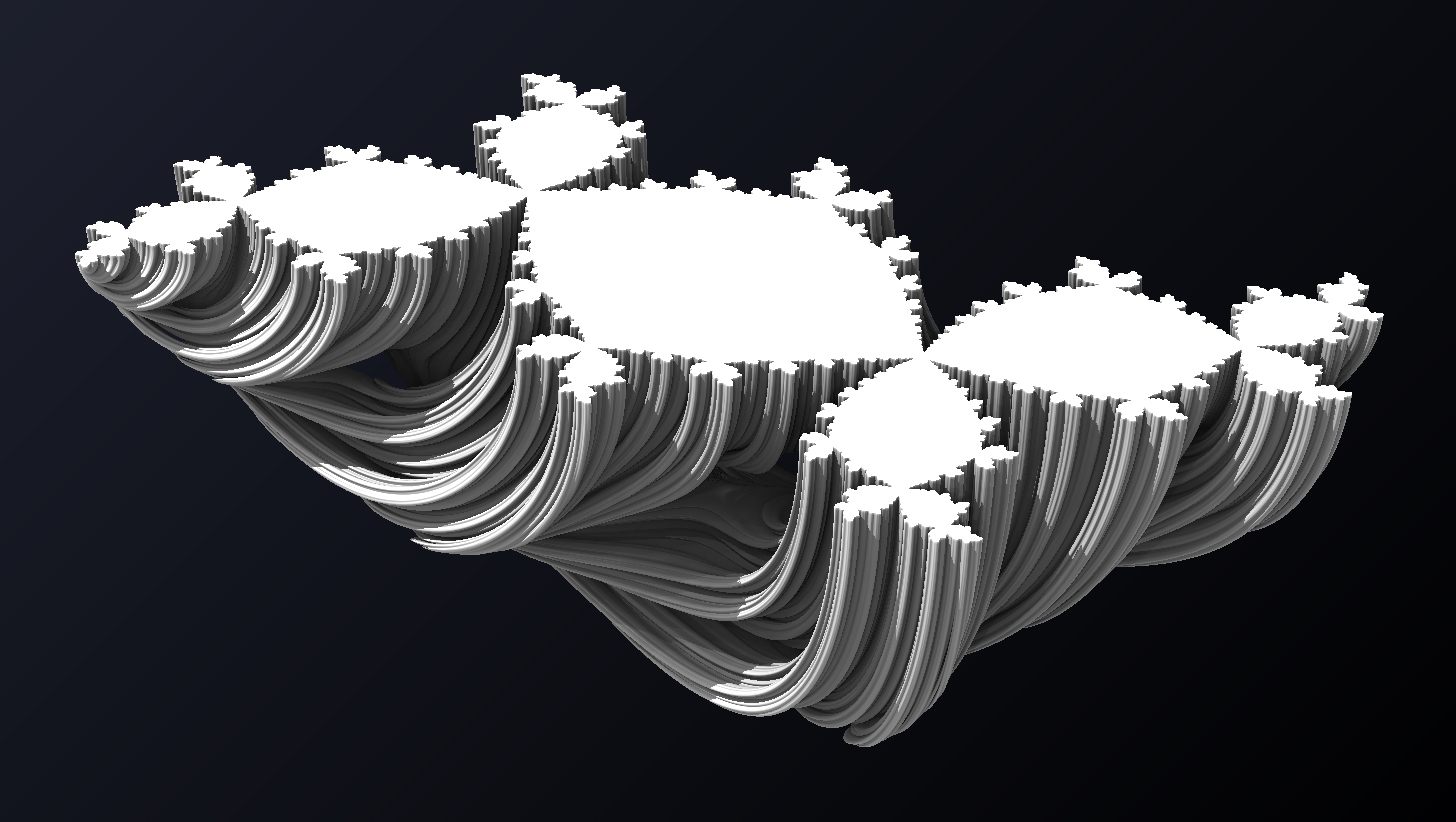
Representación de los cuaterniones de Julia con parámetros c = −0,123 + 0.745i y con sección en el plano XY. El "conejo de Douady" del conjunto de Julia es visible en la sección transversal

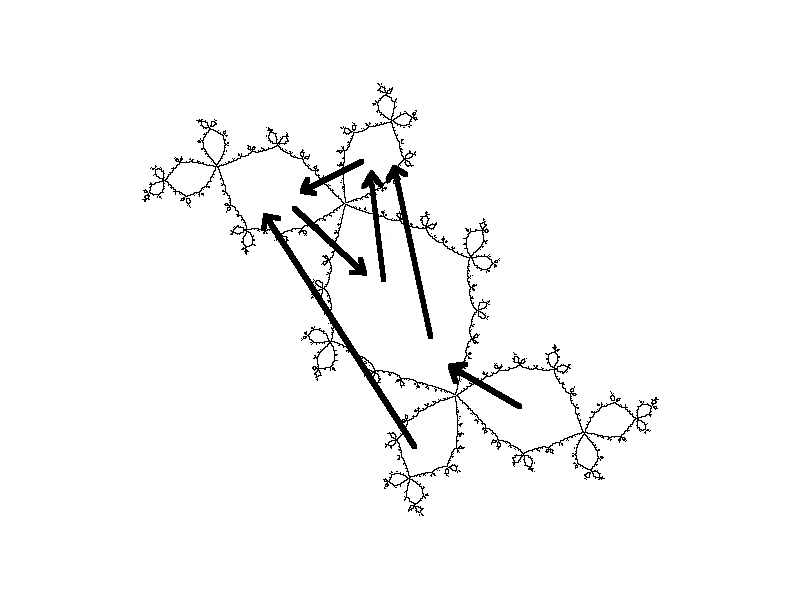
Representación de la dinámica dentro del conejo

El conejo de Douady se describe más fácilmente en términos del conjunto de Mandelbrot como se muestra en la Figura 1 (arriba). En esta figura, el conjunto de Mandelbrot, al menos cuando se ve desde la distancia, aparece como dos discos unidad con brotes y espalda con espalda. Considérense los brotes en las posiciones horarias (las de la esfera de un reloj de agujas) de la una y las cinco en el disco derecho o los brotes en las posiciones de las siete y las once en el disco izquierdo. Cuando {\displaystyle \gamma } está dentro de uno de estos cuatro brotes, el conjunto de Julia relleno asociado en el plano de aplicación es un conejo de Douady. Para estos valores de {\displaystyle \gamma }, se puede demostrar que {\displaystyle {\mathcal {M}}} tiene {\displaystyle z=0} y otro punto como puntos fijos inestables (repelentes) y {\displaystyle z=\infty } como un punto fijo atrayente (atractor). Además, el mapa {\displaystyle {\mathcal {M}}^{3}} tiene tres puntos fijos de atracción. El conejo de Douady consta de los tres puntos fijos de atracción {\displaystyle z_{1}}, {\displaystyle z_{2}} y {\displaystyle z_{3}} y sus cuencas de atracción.
Por ejemplo, la Figura 3 muestra el conejo de Douady en el plano {\displaystyle z} cuando {\displaystyle \gamma =\gamma _{D}=2.55268-0.959456i}, un punto en el brote de las cinco en punto del disco derecho.
Para este valor de {\displaystyle \gamma }, la aplicación {\displaystyle {\mathcal {M}}} tiene los puntos fijos repelentes {\displaystyle z=0} y {\displaystyle z=.656747-.129015i}. Los tres puntos fijos de atracción de {\displaystyle {\mathcal {M}}^{3}} (también llamados puntos fijos de período tres) tienen las ubicaciones
{\displaystyle z^{1}=0.499997032420304-(1.221880225696050\times 10^{-6})i{\;}{\;}{\mathrm {(red)} },}
{\displaystyle z^{2}=0.638169999974373-(0.239864000011495)i{\;}{\;}{\mathrm {(green)} },}
{\displaystyle z^{3}=0.799901291393262-(0.107547238170383)i{\;}{\;}{\mathrm {(yellow)} }.}
Los puntos rojo, verde y amarillo se encuentran en las cuencas {\displaystyle B(z^{1})}, {\displaystyle B(z^{2})} y {\displaystyle B(z^{3})} de {\displaystyle {\mathcal {M}}^{3}}, respectivamente. Los puntos blancos se encuentran en la cuenca {\displaystyle B(\infty )} de {\displaystyle {\mathcal {M}}}.
La acción de {\displaystyle {\mathcal {M}}} sobre estos puntos fijos está dada por las relaciones
{\displaystyle {\mathcal {M}}z^{1}=z^{2},}
{\displaystyle {\mathcal {M}}z^{2}=z^{3},}
{\displaystyle {\mathcal {M}}z^{3}=z^{1}.}
Correspondiendo a estas relaciones están los resultados
{\displaystyle {\mathcal {M}}B(z^{1})=B(z^{2}){\;}{\mathrm {or} }{\;}{\mathcal {M}}{\;}{\mathrm {red} }\subseteq {\mathrm {green} },}
{\displaystyle {\mathcal {M}}B(z^{2})=B(z^{3}){\;}{\mathrm {or} }{\;}{\mathcal {M}}{\;}{\mathrm {green} }\subseteq {\mathrm {yellow} },}
{\displaystyle {\mathcal {M}}B(z^{3})=B(z^{1}){\;}{\mathrm {or} }{\;}{\mathcal {M}}{\;}{\mathrm {yellow} }\subseteq {\mathrm {red} }.}
Nótese la maravillosa estructura fractal en los límites de la cuenca.

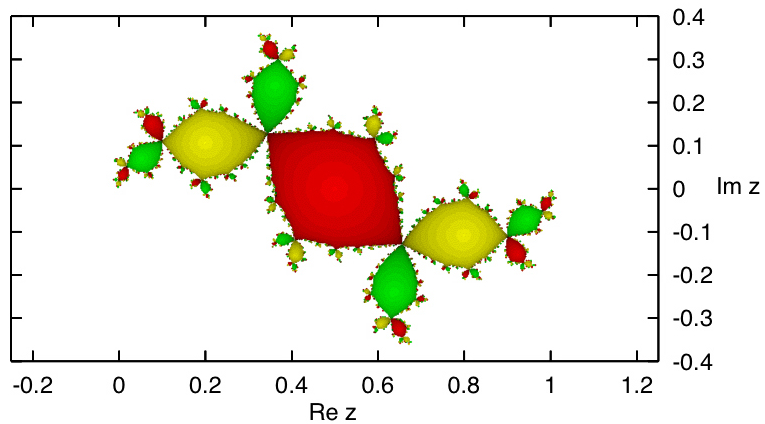
Figura 3: Conejo de Douady para o

Como segundo ejemplo, la Figura 4 muestra un conejo de Douady cuando {\displaystyle \gamma =2-\gamma _{D}=-.55268+.959456i}, un punto en el brote de las once en el disco izquierdo (como se señaló anteriormente, {\displaystyle \mu } es invariante bajo esta transformación). El conejo ahora se dispone más simétricamente en la página. Los tres puntos fijos del período se encuentran en
{\displaystyle z^{1}=0.500003730675024+(6.968273875812428\times 10^{-6})i{\;}{\;}({\mathrm {red} }),}
{\displaystyle z^{2}=-0.138169999969259+(0.239864000061970)i{\;}{\;}({\mathrm {green} }),}
{\displaystyle z^{3}=-0.238618870661709-(0.264884797354373)i{\;}{\;}({\mathrm {yellow} }),}
Los puntos fijos repelentes de {\displaystyle {\mathcal {M}}} en sí están ubicados en {\displaystyle z=0} y {\displaystyle z=1.450795+0.7825835i}. Los tres lóbulos principales de la izquierda, que contienen el período, tres puntos fijos {\displaystyle z^{1}}, {\displaystyle z^{2}} y {\displaystyle z^{3}}, se encuentran en el punto fijo {\displaystyle z=0}, y sus recíprocos de la derecha se encuentran en el punto {\displaystyle z=1}. Se puede demostrar que el efecto de {\displaystyle {\mathcal {M}}} en puntos cercanos al origen consiste en una rotación en sentido antihorario sobre el origen de {\displaystyle \arg(\gamma )}, o muy cerca de {\displaystyle 120^{\circ }}, seguida de escalado (dilatación) por un factor de {\displaystyle |\gamma |=1.1072538}.

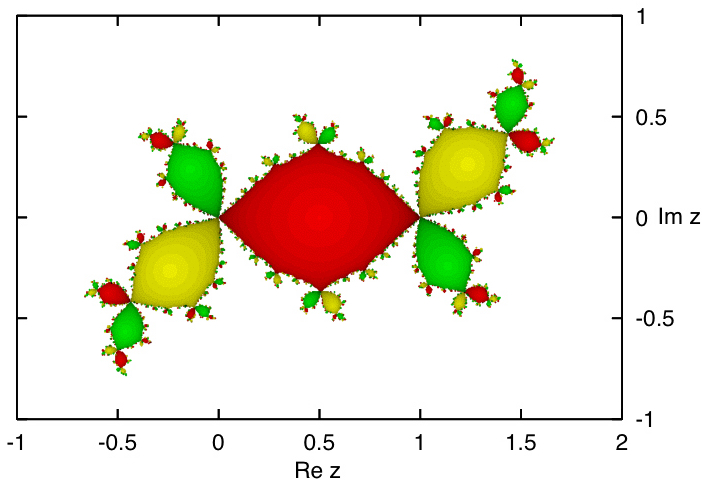
Figura 4: Conejo de Douady por o